# Mess Entretenimento
Mess Entretenimento é uma gravadora brasileira com trabalhos exclusivos ao mercado da música cristã contemporânea. Diferentemente da maioria das gravadoras, o selo trabalha com foco em artistas e músicos que optam pela independência.
Em 2013, a gravadora produziu uma canção com os artistas do selo representando os protestos ocorridos no Brasil.

## Artistas

### Atuais
- Catedral
- Isaque Soares
- Livingston Farias
- Perlla
- Sérgio Saas
- Tonzão
- Klênio
- Rebanhão

### Ex-artistas
- Pamela
- J. Neto
- Novo Som
- Raiz Coral